# Fiorello La Guardia
Fiorello Henry La Guardia (ur. 11 grudnia 1882 w Greenwich Village, zm. 20 września 1947 w Riverdale) – amerykański adwokat i polityk, burmistrz Nowego Jorku.
Urodził się jako Fiorello Enrico La Guardia w rodzinie imigrantów włoskich w USA. Z ramienia Partii Republikańskiej sprawował urząd 99. burmistrza Nowego Jorku od 1 stycznia 1934 do 31 grudnia 1945 przez okres trzech kadencji, w tym w okresie II wojny światowej. Był antynazistą i propagował bojkot niemieckich towarów jeszcze przed II wojną światową. Generalny Dyrektor UNRRA, w 1946 odwiedził zrujnowaną Polskę. 
Osoba burmistrza pojawiła się w powieści autorstwa Maria Puzo pt. Ojciec chrzestny z 1969.
Jego imieniem nazwano lotnisko i szkołę artystyczną i teatralną w Nowym Jorku, otwartą w 1984.

## Odznaczenia i ordery
- Krzyż Wielki Orderu Odrodzenia Polski (uchwałą Prezydium Krajowej Rady Narodowej z 19 sierpnia 1946 za wybitne wzmożenie pomocy dla Polski w ramach UNRRA)[3]